# Асланян, Карен
Карен Асланян (арм. Կարեն Ասլանյանը; 22 июля 1995, Ереван, Армения) — армянский борец греко-римского стиля, призёр чемпионата мира, 4-кратный призёр чемпионатов Европы. Чемпион мира среди юниоров 2013 года.

## Биография
Родился в 1995 году. Борьбой активно начал заниматься с 2006 года. В 2012 году стал чемпионом Европы среди юношей. В 2013 году стал чемпионом мира среди юниоров. В 2014 году завоевал серебряную медаль первенства мира среди юниоров. В 2015 году стал вице-чемпионом чемпионата мира среди военнослужащих. В 2015 году был награжден медальом Вазген Саркисян.  В 2017 году был чемпионом мира военнослужащих. В 2018 году стал бронзовым призёром чемпионата Европы в Каспийске в весовой категории до 67 кг. На чемпионате Европы 2019 года в Бухаресте вновь завоевал бронзовую медаль взрослого чемпионата. В феврале 2020 года на чемпионате континента в итальянской столице, в весовой категории до 67 кг Карен в схватке за бронзовую медаль поборол спортсмена из Венгрии и завоевал свою очередную бронзовую медаль европейского первенства.
В апреле 2025 года на чемпионате Европы в Братиславе в весовой категории до 63 кг завоевал серебряную медаль. В финальной схватке уступил сопернику из Турции Керему Камалу.